# スペツナズ
スペツナズ (спецназ [spʲɪtsˈnas], Spetsnaz) とは、ロシア語の「特殊任務部隊」（Войска́ специа́льного назначе́ния）の略語である。
第二次世界大戦中にも複数の指揮・命令系統に類似の名称・任務を有する部隊が存在したが、当項目では現存する特殊部隊について記述する。

## 概要
前記されているように本来「スペツナズ」という言葉はあくまで「特殊部隊」程度の意味しか持たない。平たく言えば、SPECIAL FORCES(特殊部隊)やSWAT（アメリカ警察・FBIなど法執行機関の各管轄に存在する特殊部隊の総称）、消防署レスキュー隊などもロシア語では「スペツナズ」と訳される。事実、ロシア連邦保安庁やロシア内務省、ロシア対外情報庁などにもそれぞれの特殊任務部隊（スペツナズ）が存在する（#部隊の一覧を参照）。
それら数多の「スペツナズ」のうちに、本稿で記述する元ソビエト連邦軍情報機関・現ロシア連邦軍参謀本部情報総局（ГРУ, GRU）に所属する特殊部隊も含まれている。このGRU所属の特殊部隊群は、イギリス陸軍特殊空挺部隊「SAS」、アメリカ海軍特殊部隊ネイビーシールズ(Navy SEALs)同様、戦時における敵陣付近での偵察、夜間戦闘や潜入工作といった特殊軍事行動、破壊工作や要人暗殺、電子戦闘等を主任務とする一方で、平時にもテロ行為に対する治安維持活動や要人警護、仮想敵への事前偵察活動（スパイ）等、幅広い活動を行っている。ただし、その活動内容はSVRのザスローン部隊やFSBのアルファ部隊やヴィンペル部隊、ロシア連邦軍参謀本部特殊作戦指揮部のCCOほど先鋭化はしていない。CRS（米議会調査局）のロシア軍事情報に関する2020年の報告書では、GRUのスペツナズは構造・任務・訓練において米陸軍のレンジャーに似ていると掲載されている。

## 歴史

### 創設と発展
1950年10月24日、ソ連国防相アレクサンドル・ヴァシレフスキーソ連邦元帥と参謀総長セルゲイ・シュテメンコ大将の命令により、1951年5月1日までに各120人の46個独立特殊任務中隊が創設された。総員数は、5,500人を僅かに超えた。しかし、軍縮が始まった1953年、35個特殊任務中隊が解散された。
1957年1月11日、シェルストネフ少将は、中隊が多方面に渡る戦闘能力を有していないと主張し、中隊編制の代わりに大隊編制（400人）規模の特殊任務部隊を創設することを提案した。1957年8月29日付地上軍総司令官令により、5個独立特殊任務大隊が編成された。当時、ジューコフ元帥はスペツナズ将校養成のために、GRUにタンボフ第2空挺学校を開校することを構想していたが、彼が失脚したため、結局この学校は創設されなかった。
1961年8月20日、ソ連共産党中央委員会は、「パルチザン支隊の組織及び装備のための要員訓練及び特殊機材の開発に関する」決定を公布した。当決定に従い、1962年2月5日、参謀本部は戦時におけるパルチザン運動の展開のために、1,700人の予備役軍人を選抜して旅団に編入し、1ヶ月以内に召集を行うことを軍管区司令官に命令した。1962年3月27日付参謀本部令により、特殊任務旅団の定数草案が立案された。1962年末までに、ベラルーシ、極東、ザカフカーズ、キエフ、レニングラード、モスクワ、オデッサ、沿バルト、沿カルパチア及びトルキスタン軍管区に、常設の特殊任務旅団が編成された。この再編の結果スペツナズは、12個独立中隊、5個独立大隊及び10個旅団となった。
1963年、ベラルーシ、沿バルト及びレニングラード軍管区領域において、スペツナズの最初の大規模演習が行われた。演習は成功と認められたが、1964年末までに、3個大隊及び6個中隊が削減された。
1968年、リャザン空挺学校に、スペツナズ将校養成のための第9生徒中隊が創設された。教育プログラムには、英語、ドイツ語、フランス語及び中国語の研究が含まれた。1970年から、部隊の戦闘訓練プログラムには語学訓練が含まれた。スペツナズは仮想敵の言語を研究したが、40時間の語学訓練では基本フレーズ以下しか教育することができず、全ての期待はソ連国内の非ロシア系民族にかけられた。
1977年8月、フルンゼ名称軍事アカデミーにおいて、偵察学部にスペツナズ将校訓練教育グループが創設された。1978年9月1日から、当グループは授業に着手した。

### アフガン戦争

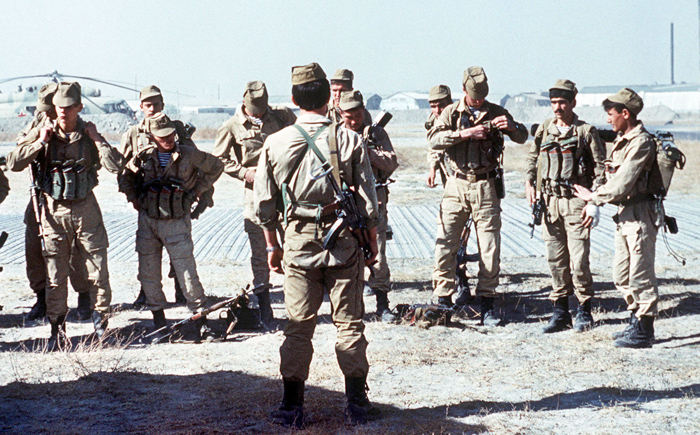
アフガン戦争中のスペツナズ（1988年）

1979年5月2日、来るべきアフガン侵攻に備え、第154独立特殊任務支隊が編成された。支隊は、4個中隊（1個BMP-1中隊、2個BTR-60中隊、1個兵器中隊）と通信、ZSU-23-4「シルカ」、自動車及び物的保障の独立小隊から成り、総員520人だった。また支隊兵士は、ウズベク人、トルクメン人及びタジク人である1年半を勤務した2期目の召集兵からのみ選抜された。支隊の全兵員には、アフガン軍の軍服と身分証明書が支給された。
11月22日、支隊は飛行機でバグラムに投入された。12月13日、タジ・ベク宮殿の警備強化のために、カーブルへの前進が支隊に命令された。12月27日、支隊は、KGBのアルファ部隊と共同でこの宮殿を攻略し、ハフィーズッラー・アミーン革命評議会議長（書記長）を殺害した（嵐333号作戦）。
1980年2月29日、第154支隊と同じ編制を有する第173支隊が編成された。支隊は1984年にだけアフガニスタンに投入された。
1980年1月から1981年10月まで、第177独立特殊任務支隊が編成された。1981年10月にこの支隊はアフガニスタンに投入された。第154及び第177支隊は1984年まで、主としてパイプラインと山岳路の警備に従事した。
1984年、反乱軍のキャラバン対策のため、第154独立特殊任務支隊はジェララバードに、第177支隊はガズニに転移し、1984年2月10日、第173支隊はクシュク市地区で国境を越え、1984年2月14日カンダハル市周辺に到着した。これと関連して、1984年秋、4番目の支隊がバグラムに到着した。数ヵ月後、支隊はバラキ市に転移した。
1985年春、5番目、6番目、7番目の支隊がアフガニスタンに投入された。また、第15及び第22旅団本部もアフガニスタンに投入された。1985年末、第22旅団の編成下に入る8番目の支隊がアフガニスタンで直接編成され、ファラフルドに配置された。このようにして、アフガン戦争中、8個支隊、2個旅団本部が活動した。なお、秘密保全のため、全スペツナズ支隊は、独立自動車化狙撃大隊と呼ばれていた。
- ジャラーラーバード：第154特殊任務支隊、第15旅団本部
- カンダハール：第173特殊任務支隊
- ガズニー：第177特殊任務支隊
- バラキ：4番目の支隊
- アサドバード：5番目の支隊
- ラシュカルガフ：6番目の支隊、第22旅団本部
- シャフジョエ：7番目の支隊
- ファラフルド：8番目の支隊

第22独立特殊任務旅団は、1988年8月にアフガニスタンから撤収した。第15旅団の最後の部隊は、第40軍の縦隊を後衛で援護しつつ、1989年2月15日にアフガニスタンから撤収した。

### ソ連崩壊

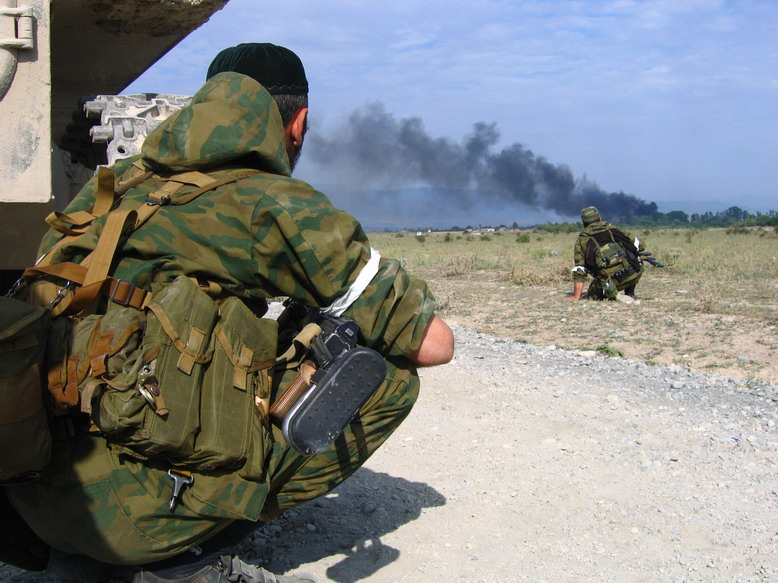
スペツナズ グルジア(ジョージア）

ソ連末期からその崩壊にかけてスペツナズは、大規模騒擾、分離主義集団の鎮圧のためにソ連各地に投入されることとなった。1980年代末から1990年代初めにかけ、第173支隊はオセチア・イングーシ紛争時に北オセチア共和国、バクーならびにナゴルノ・カラバフ自治州に投入された。1992年、第22独立特殊任務旅団は北カフカーズ軍管区に移管された。
1992年、モスクワ軍管区の旅団の2個支隊は秩序維持のためタジキスタン共和国に派遣された。1988年から1989年にかけ、ザカフカーズ軍管区の第12特殊任務旅団の3個支隊は、アゼルバイジャンのザカタリ地区及びトビリシ市における秩序維持に参加し、1991年、ナゴルノ・カラバフ州及び北オセチアに投入された。1991年、ドイツに駐屯していたスペツナズ旅団が撤収し、沿ヴォルガ軍管区に移管された。
ソ連崩壊後のソ連軍の分割の結果、CIS諸国には、以下の部隊が移管された。
- ウクライナ
  - 第10独立特殊任務旅団（ロシア語版）（オデッサ軍管区、クリミア）：現ウクライナ特殊作戦軍独立東部特殊作戦センター
  - 第9独立特殊任務旅団（ロシア語版）（キエフ軍管区、キロヴォグラード）：1992年に第50特殊訓練分遣隊（ウクライナ語版）として再編されるも、2013年に解隊。
  - 第8独立特殊任務旅団（ロシア語版）（沿カルパチア軍管区、イジャスラヴリ）：現ウクライナ特殊作戦軍独立西部特殊作戦センター
- ベラルーシ
  - 第5独立特殊任務旅団（ベラルーシ語版、ロシア語版、英語版）

1992年10月1日、ヴィリニュス市に駐屯していた第4独立特殊任務旅団が解散された。ペチョーラの特殊任務教育連隊も解散された。1992年7月25日、第901独立空中襲撃旅団と第218独立特殊任務大隊に基づき、空挺軍第45独立特殊任務連隊が編成された。

### チェチェン戦争

#### 第1次チェチェン戦争
スペツナズは、1994から1996年までの第1次チェチェン戦争に当初から参加した。モスクワ、シベリア、北カフカーズ、ウラル、ザバイカル及び極東軍管区の旅団から支隊が派遣され、1994年12月と1995年1月には空挺軍第45独立連隊も参加した。
1995年春までに、スペツナズは、北カフカーズ軍管区の独立特殊任務支隊を除き、チェチェンから撤収した。同支隊は、戦闘行動終結まで戦闘し、1996年秋に原隊に復帰した。
戦争初期、一般部隊の練度が低かったため、スペツナズは、通常の偵察・強襲部隊として使用され、多大な損害を出した。特に1995年1月初め、上層部の誤算により、A.イワノフ少佐指揮下の特殊任務支隊がチェチェン側に降伏する事態まで発生した。
1995年5月、北カフカーズ軍管区の旅団のスペツナズ支隊は、ブデノフスクの人質解放作戦に参加した。彼らは病院に突入したが、市郊外を支配できず、事後、戦闘員及び人質を乗せた縦隊に随伴した。
1996年1月、北カフカーズ軍管区の旅団の支隊の1つは、ペルヴォマイスキーの人質解放作戦に参加した。作戦初期において、47人から成る支隊はチェチェン兵の主力を引き付けるために牽制行動を実行した。最終段階において、支隊は数倍もの敵の数的優勢にも拘らず、浸透したS.ラドゥーエフ集団に大損害を与えた。この戦闘に対して、5人のスペツナズ将校にはロシア連邦英雄の称号が授与された。

#### 第2次チェチェン戦争
1996年のハサヴユルト協定署名は、チェチェンでの戦争終結を意味しなかった。1997年末までに、バーブ教徒が北カフカーズに独立イスラム国家建国を試みており、ダゲスタンがその第1の標的になっていることが明らかになった。
このことと関連して、1998年初め、第22独立特殊任務旅団の編成下から、カスピースク市に第8独立特殊任務支隊が分派された。数ヵ月後、第3独立特殊任務支隊がそれと交替した。これら支隊は、1999年8月まで相互に交替した。支隊は、チェチェンの隣接地区で現地偵察を行い、行政境界の警備及び通報システムを構築した。また、チェチェンから大量に流入する「闇」石油製品の移動及び販売ルートが追跡された。内務省及びFSBと共同で、武器取引ルートが摘発された。
戦闘行動の開始と共にスペツナズは敵の防御施設及び陣地を解明しつつ、偵察により一般部隊を保障した。この任務は、第8独立特殊任務支隊、並びに第3独立特殊任務支隊が遂行した。事後、スペツナズは事実上、全軍管区からの支隊により増強された。
ダゲスタンの抵抗拠点の撃破終結後、部隊はチェチェン共和国内に投入された。事後、スペツナズは捜索・待伏行動及び発見された敵基地に対する襲撃の実行に移行した。また、スペツナズはロシア軍中で最も規律のある部隊であったため、友軍の掠奪兵士対策にも検察機関と共同で参加することとなった。

### 2022年ロシアのウクライナ侵攻
東京スポーツは3月12日、元・公安警察の北芝健のコメントをソースとして「2022年ロシアのウクライナ侵攻におけるアントノフ国際空港の戦いで空挺部隊としてスペツナズ200人が投入されたが、秘密裏に待機していたアメリカの民間傭兵部隊『アカデミ』に阻まれ2月24日に全滅した」との記事を掲載した。しかしこれは「アントノフ国際空港の戦いでロシア軍空挺部隊が戦死したという情報はウクライナ政府・ロシア政府・民間いずれからももたらされていない」「逆にウクライナ軍に200人規模の打撃を与えた事をロシア政府が発表している」「ホストーメリ空港で空挺中に殲滅されたロシア軍部隊があるとすればそれは2月26日のカディロフツィである」等、大きく事実と異なる。
2023年、ワシントンポストは2022年夏にスペツナズの各部隊が大きな損失を受けてウクライナから帰還、旅団によっては兵員の90-95％が失われたと報じた。

## 編成
GRUの傘下には9個旅団のスペツナズが存在する。スペツナズの戦略単位は3個支隊から成る旅団である。
- 西部軍管区
  - 第2独立特殊任務旅団：プスコフ (プロメジツァ（ロシア語版）)
  - 第16独立特殊任務旅団：タンボフ
- 南部軍管区
  - 第10独立特殊任務旅団：モルキン（ロシア語版）
  - 第22独立親衛特殊任務旅団：アクサイ
  - 第100独立偵察旅団：モズドク（実験部隊）
- 中央軍管区
  - 第3独立親衛特殊任務旅団：トリヤッチ
- 東部軍管区
  - 第24独立特殊任務旅団：ウラン・ウデ
  - 第14独立特殊任務旅団：ウスリースク
- 空挺軍
  - 第45独立親衛特殊任務連隊：クビンカ（ロシア語版）

### 支隊
スペツナズの作戦単位は支隊である。旅団は、3個支隊の内、1個支隊を戦闘に投入し、残り2個支隊を休養と訓練に当て半年程度の期間でローテーションするのが通例である。
以下は、第一次チェチェン紛争時のスペツナズ支隊の編制の一例。
- 支隊本部
- 第1中隊：BMP-2装備。第1中隊から第3中隊までは3個グループ（小隊）から成る。
- 第2中隊：BTR-70装備。
- 第3中隊：BTR-70装備。
- 武器グループ
  - AGS-17分隊×2：各分隊は3個班から成る。
  - 対戦車ミサイル分隊：3個班から成る。
- 通信中隊
- 物資保障中隊：チェチェン紛争時に小隊から中隊に増強。
- 工兵小隊：チェチェン紛争時に導入。
- 地雷敷設グループ
- 自動車小隊
- 修理分隊
- 救護所：チェチェン紛争時に導入。救護車×10両。

### 中隊
各中隊は3個グループ（小隊）から成り、各グループは3個分隊から成る。

## 教育

### 下士官・准士官
スペツナズ創設時から、下士官は部隊で訓練されている。各中隊において、第1小隊は教育小隊であり、全中隊のために下士官を訓練している。しかしながら、要求される特技の増加に伴い1970年に教育中隊と教育大隊、その後、プスコフ州ペチョーラ市に教育連隊が編成された。ペチョーラ教育連隊には、2個教育小隊を含む准尉学校も存在した。
1985年のアフガン戦争中、チルチクにも教育連隊が編成されたが、ソビエト連邦の崩壊と共に1994年、連隊はウズベキスタン軍に移管され、機動軍教育センターに改編された。
1999年、ペチョーラ教育連隊は解散され、下士官・准士官の訓練は、部隊での直接訓練に復帰している。

### 下級将校（尉官）
下級将校の教育は、1968年まで部隊で実施されていた。しかしながら、軍事技術の進歩はスペツナズ将校により高度な知識を要求し、リャザン空挺学校にスペツナズ将校養成のための第9中隊が創設された。
第9中隊生徒の教育プログラムは、空挺兵のプログラムとは根本的に異なっていた。それは、小グループの戦力による敵後方縦深で特殊任務を遂行する際に役立つ、より本格的な知識の獲得に向けられた。
教育プログラムには外国語の学習も含まれた。各小隊は4個分隊を含み、その各々は英語、ドイツ語、フランス語又は中国語を学習する語学グループでもあった。1980年のアフガン戦争開始と共に、ファルシー語とペルシア語（後にダリー語）の2個小隊が編成された。
1981年、第9中隊の小隊に基づき第13及び第14中隊が編成され、1982年初めに大隊となった。大隊は1994年まで学校の編成下にあった。
リャザンの外、キエフ高等諸兵科共通指揮学校の偵察学部もスペツナズ将校の教育を行っていたが、ソ連崩壊と共に同学校は、ウクライナの手に渡った。1994年、ノヴォシビルスクに新しい諸兵科共通学校が創設され、その編成下にはリャザンから移転したスペツナズ大隊が入った。

### 上級将校（佐官）
上級将校の教育は、70年代末まで一般将校と同じカリキュラムで、フルンゼ軍事大学（陸軍大学校に相当）で行われていた。1977年から、偵察学部にスペツナズのために特別に訓練される聴講生のグループが創設された。アカデミー卒業生は大隊長、副旅団長に補職される。
スペツナズは兵科として独立しておらず、特別な優遇措置（入校者の枠数）を受けていない。戦闘任務に投入され、勉学の時間が取れないことを考慮すると一般にスペツナズ勤務は出世に不利に働く。上級将校の確保のために、ソンネチノゴルスクに短期射撃課程が存在する。同課程の最初の募集は1966年に行われた。数年後、この課程はソンネチノゴルスクからモスクワ郊外に移転した。
平時に偵察活動、つまりスパイ活動に従事するスペツナズ将校（大尉以上）はGRUの軍事外交アカデミーに送られ、卒業後は大使館などで公然・非公然の情報収集活動に従事する。将官への昇進のためには、一般将校と同様に参謀本部アカデミーを卒業する必要がある。

## 歴代特殊偵察班長
スペツナズは、兵科として独立しておらずGRUの一班長（特殊偵察班長、大佐職）が監督した。
| 職名         | 氏名                           | 階級 | 在任期間      | 出身校                             | 前職                         |
| ------------ | ------------------------------ | ---- | ------------- | ---------------------------------- | ---------------------------- |
| 特殊偵察班長 | パーヴェル・ステパノフ         | 大佐 | 1950-1953     | レニングラード砲兵学校             | 国外出張                     |
| 特殊偵察班長 | イワン・バノフ                 | 少将 | 1953-1957     |                                    | 特殊偵察班長代行             |
| 特殊偵察班長 | ニコライ・パトラハリツェフ     | 少将 | 1958.1-1968   |                                    | エージェント・破壊工作班長   |
| 特殊偵察班長 | パーヴェル・ゴリツィン         |      | 1968-1970     |                                    | 特殊偵察班副班長             |
| 特殊偵察班長 | アレクサンドル・コチェルギン   | 少将 | 1970-1972     | トムスク砲兵学校                   | 国外出張                     |
| 特殊偵察班長 | チモフェイ・イサチェンコ       | 少将 | 1972-1977     | ヴィシュニー・ヴォロチェク歩兵学校 | 南方軍集団情報部長           |
| 特殊偵察班長 | ニコライ・ラヴレンコ           | 大佐 | 1977-1982     | 歩兵学校                           | 特殊偵察班副班長             |
| 特殊偵察班長 | ワシーリー・コレスニク         | 少将 | 1982-1992     |                                    |                              |
| 特殊偵察班長 | ドミトリー・ゲラシモフ         | 中将 | 1992.1-1992.6 | タシケント高等諸兵科共通指揮学校   |                              |
| 特殊偵察班長 | ウラジーミル・マンチェンコ     | 大佐 | 1992-1997     | タシケント高等諸兵科共通指揮学校   |                              |
| 特殊偵察班長 | エウゲニー・クリヴォコルィトフ | 大佐 | 1997-1998     | キエフ高等諸兵科共通指揮学校       |                              |
| 特殊偵察班長 | エウゲニー・ティーシン         | 大佐 | 1998-         | キエフ高等諸兵科共通指揮学校       | 参謀本部軍事アカデミー聴講生 |

## 部隊の一覧
ロシア連邦軍の特殊部隊
- 特殊作戦軍 (ロシア連邦)
- 海軍スペツナズ

ロシア国家親衛隊の特殊部隊
- OMON
- 緊急対応特殊課
- ユーク大隊
- 第604特殊任務センター

ロシア内務省の特殊部隊
- グロム部隊 (ロシア内務省)（元・麻薬流通監督庁所属。麻薬流通監督庁が内務省隷下の麻薬統制総局に組織改編されたため、内務省所属となる）

ロシア司法省の特殊部隊
- サトゥールン部隊（ロシア連邦刑執行庁所属）

ロシア連邦保安庁の特殊部隊
- アルファ部隊
- Vympel squad

ロシア対外情報庁の特殊部隊
- ザスローン部隊

## 登場作品
漫画・アニメ
『空母いぶき　GREAT GAME』
海軍スペツナズとみられる部隊が礼文分屯地を奇襲、制圧し自衛隊員を人質にする。